# Seelenfeuer
Seelenfeuer – drugi album niemieckiego zespołu blackmetalowego Lunar Aurora wydany w marcu 1998 roku, podobnie jak w przypadku poprzedzającego go Weltengängera, za pośrednictwem Voices Productions. Jest to też ostatnie wydawnictwo zespołu w tejże wytwórni. Album w 2006 roku doczekał się reedycji za pośrednictwem Cold Dimensions. Reedycja ta dodatkowo zawiera utwór Auf Einer Wanderung..., użyty wcześniej na splicie z Secrets of the Moon wydanym w 1999 roku.

## Lista utworów
1. "Seelenfeuer" – 0:57
2. "Mein Schattenbruder" – 8:49
3. "Augen Aus Nichts" – 7:51
4. "Schwarzer Seelenspiegel" – 8:16
5. "Kerker Aus Zeit" – 15:22
6. "Der Geist Des Grausamen" – 10:30
7. "Auf Einer Wanderung..." (tylko na reedycji) – 5:41

## Twórcy
- Aran - gitara elektryczna, wokale
- Whyrhd - wokale, gitara basowa
- Sindar - keyboard
- Nathaniel - perkusja